# Joseph A. Unanue
Joseph Andrew Unanue (14 de marzo de 1925 - 12 de junio de 2013) fue el presidente de Goya Foods de la familia Unanue, la mayor compañía de alimentos de propiedad de hispanos en los Estados Unidos.

## Primeros años
El padre de Unanue, Prudencio Unanue Ortiz, nació en Villasana de Mena, provincia de Burgos, España. Él emigró a Puerto Rico, donde conoció a una joven española con el nombre de Carolina Casal, cuyos padres también habían emigrado a Puerto Rico desde Galicia. Se casaron en la isla en 1921 y poco después se trasladaron a Nueva York y se instalaron en Brooklyn, donde nació Joseph Unanue.

Prudencio Unanue trabajó como agente comercial para las empresas españolas que operaban en los Estados Unidos. Pronto se dio cuenta de que había una necesidad de productos hispanos en Nueva York, y en 1936 fundó Goya Foods, una empresa de distribución de alimentos, en Manhattan.
Prudencio Unanue tomó muy en serio la educación de sus hijos y los matriculó en escuelas católicas. Joseph asistió a la escuela de gramática St. Joseph y más tarde la escuela secundaria de St. Cecilia. Desde la infancia y cuando no estaba en la escuela, Unanue y sus hermanos trabajaban en el negocio familiar. Su trabajo especial fue de embotellar aceitunas. En 1943, se graduó de la escuela secundaria, pero, como la Segunda Guerra Mundial estaba en su apogeo, fue reclutado por el ejército de Estados Unidos.

## Segunda Guerra Mundial
Después del entrenamiento básico, Unanue asistió a la Universidad de Puget Sound en Tacoma, Washington. Sin embargo, debido a la intensidad de la guerra, fue enviado pronto al campo de batalla. En 1944, su compañía de ejército aterrizó en Francia y pronto se unió al 3.er ejército del general George S. Patton en la batalla de las Ardenas. Unanue tenía sólo 19 años de edad y era un soldado de primera clase cuando su sargento murió en acción. Posteriormente, fue nombrado sargento en el campo y se hizo jefe de pelotón. Unanue sacó a sus hombres de seguridad y fue galardonado con la Estrella de Bronce por su valentía.

## Goya Foods
En 1946, regresó a su casa, se matriculó en la Universidad Católica de América en Washington D. C., donde se graduó con una licenciatura en Ingeniería Mecánica. Se unió a la empresa familiar, junto con sus hermanos Tony y Frank Unanue. Aprendió todas las facetas de la industria alimentaria. Al principio, los grandes supermercados, como A&P y Safeways no estaban interesados en la venta de cualquier cosa con la demografía hispana en mente. Finalmente, con la ola de inmigrantes hispanos que llegaban a los Estados Unidos, la industria de supermercados comenzaron a tomar atención. Goya Foods comenzó a suministrar productos al supermercado de Safeway en Harlem y al resto poco después.
En 1956, se casó con Carmen Ana Casal de Unanue, una coleccionista de arte y filántropa puertorriqueña, con quien tuvo seis hijos y 16 nietos.